# Guillaume-Christophe de Hesse-Hombourg
Guillaume Christophe de Hesse-Homburg (13 novembre 1625, Ober-Rosbach – 27 août 1681, à Bingenheim, maintenant Echzell) est le deuxième landgrave de Hesse-Hombourg (alors connu comme "le Landgrave de Bingenheim") de 1648 à 1669.
Il est le troisième (deuxième survivant) des cinq fils de Frédéric Ier de Hesse-Hombourg, et succède à son frère Louis Ier, comme comte en 1643, mais sa mère exerce la régence jusqu'en 1648.

## Biographie
En 1669, il vend Hombourg à son jeune frère Georges-Christian de Hesse-Hombourg, mais conserve Bingenheim (Landgrave de Hesse-Hombourg-Bingenheim). Georges Christian est décédé sans héritiers, et leur plus jeune frère Frédéric II, est devenu landgrave de Hesse-Hombourg.
À Darmstadt, le 21 avril 1650 Guillaume-Christophe épouse Sophie-Éléonore de Hesse-Darmstadt, fille aînée de son cousin germain Georges II de Hesse-Darmstadt. Ils ont douze enfants, dont trois seulement ont survécu à la petite enfance:
- Frédéric, comte héréditaire de Hesse-Hombourg (Darmstadt, 12 mars 1651 - Homburg Höhe, 27 juillet 1651).
- Christine-Wilhelmine de Hesse-Hombourg (Bingenheim, 30 juin 1653 – Grabow, 16 mai 1722), épouse de Frédéric de Mecklembourg-Grabow.
- Léopold-George de Hesse-Hombourg (Bingenheim, 25 octobre 1654 – château de Gravenstein, Schleswig-Holstein, 26 février 1675), mort célibataire.
- Frédéric (Bingenheim, 5 septembre 1655 - Bingenheim, 6 septembre 1655).
- Guillaume (Bingenheim, 13 août 1656 - Bingenheim, 4 septembre 1656).
- Mort-né fils (23 juin 1657).
- Charles Guillaume (Bingenheim, 6 mai 1658 - Bingenheim, 13 décembre 1658).
- Philippe (Bingenheim, 20 juin 1659 - Bingenheim, 6 octobre 1659).
- Madeleine-Sophie (Bingenheim, 24 avril 1660 – Braunfels, 22 mars 1720), mariée à Guillaume-Maurice de Solms-Braunfels.
- Mort-né fils (7 juin 1661).
- Frédéric-Guillaume (Bingenheim, 29 novembre 1662 - Hombourg, 5 mars 1663).
- Mort-né fils (7 octobre 1663).

À Lübeck, le 2 avril 1665 Guillaume Christophe épouse en secondes noces Anne-Élisabeth de Saxe-Lauenbourg, fille du duc Auguste de Saxe-Lauenbourg. En 1672, ils divorcent et Anne Élisabeth se retire et est décédée au château de Philippseck, aujourd'hui Butzbach.